# Мартина
Мартина е византийска императрица, племенница и втора съпруга на император Ираклий.

## Произход
Дъщеря е на Мария и първия ѝ съпруг Мартиний. Майката на Мартина е сестра на император Ираклий. Мария и Ираклий са деца на Ираклий Старши и съпругата му Епифания, която е спомената в хрониката на Теофан Изповедник.

## Брак с Ираклий
Според хрониката на Теофан Мартина се омъжва за вуйчо си Ираклий скоро след смъртта на първата му съпруга Фабия-Евдокия. Теофан посочва годината на сватбата в 613 г., а според патриарх Никифор Ираклий и Мартина се женят по време на войната с аварите от 620 г. Бракът на Мартина и Ираклий обаче среща неодобрението на общественото мнение в Константинопол и на църквата поради близкото роднинство между двамата. Въпреки това браковете между вуйчо и племенница били узаконени още от Теодосиевия кодекс, така че бракът бил напълно легален.
Въпреки опитите си да убеди Ираклий да остави племенницата си, константинополският патриарх Сергий I извършва бракосъчетанието и коронова Мартина в Августеума, след като тя е обявена от Ираклий за Августа. Срещу брака на Ираклий и Мартина се обявяват дори членове на императорското семейство като Теодор, брат на императора и вуйчо на Мартина, който не престава да критикува връзката им.
Въпреки отрицателното отношение към брака им Ираклий и Мартина са близки един с друг. Императрицата е със съпруга си и в най-трудните за него моменти, един от които е кампанията срещу Сасинидите.

### Деца
Мартина и Ираклий имат най-малко десет деца, две от които страдат от увреждания, което било тълкувано като Божие наказание за кръвосмесителната връзка на родителите им. Известни са само имената на:
- Константин
- Фабий, който бил парализиран
- Теодосий, който бил глухоням
- Ираклий II, наричан Ираклеон, който благодарение на усилията на майка си получава титлата Август на 4 юли 638 г.
- Давид
- Августина
- Анастасия
- Феброния[3]

## Регент
На смъртния си одър през 641 император Ираклий поделя властта между двамата си сина Константин III (роден от първия му брак) и Ираклеон, които удостоява с еднакви титли. Мартина е почетена като императрица майка и на двамата. Императорът умира на 11 февруари 641 от оток, което според патриарх Никифор било наказание заради греховния му брак. Три дни по-късно Мартина взима инициативата по обявяването на волята на съпруга си на официална публична церемония. По принцип право да сторят това имали само новите императори, което било изтълкувано като опит на императрицата да си присвои правата им.
Церемонията се състои на Хиподрума в присъствието на членове на Сената, други висши чиновници и на константинополските тълпи. Отсъстват единствено Константин III и Ираклеон. Пред насъбралото се множество Мартина прочита клаузите на завещанието на Ираклий и се обявява за изпълнител на върховната власт в империята. Тълпата обаче акламира възторжено имената на Константин и Ираклион, което било жест на неодобрение на действията на императрицата. Това принуждава Мартина да се оттегли в императорския дворец.
Отношенията между Мартина и Константин III са трудни, поради което след като той умира четири месеца по-късно, вероятно от туберкулоза, навсякъде плъзва слухът, че Мартина е отровила заварения си син, за да осигури едноличната власт за сина си Ираклион. Освен това скоро след смъртта на Константин III Мартина започва да преследва всички негови привърженици, за което се ползвала с подкрепата на патриарх Пир I, един от нейните съветници, който водил политика на Монотелитство. Действията на императрицата и слуховете, че тя е отровила Константин II, стават причина народът и сенатът да се обърнат срещу нея и сина ѝ. Арменецът Валентин Арашакуни събира войски в Мала Азия, с които превзема Халкедон, а изплашеният Ираклеон обявява сина на Константин III, Констанс II, за съимператор. Това не успокоява духовете в империята и към края на месеца Сенатът детронира Ираклеон. Носът на императора и езикът на Мартина биват отрязани и двамата са заточени на остров Родос.